# El Toco
Der Cerro Toco, oder meist einfach El Toco, ist ein 5604 m hoher inaktiver Schichtvulkan im Osten der Atacamawüste in der chilenischen Region II (Antofagasta). Er befindet sich circa 6 km südlich der Grenze nach Bolivien und circa 12 km südöstlich des benachbarten Vulkans Licancabur mit seiner einprägsamen Gestalt. Durch seine Nähe zum touristischen Zentrum San Pedro de Atacama (circa 60 km) ist er ein beliebtes Ziel von geführten Tagestouren. Besucher werden dazu meist auf rund 5000 m Höhe gefahren, um von dort in einer technisch einfachen Halbtagestour zum Gipfel auf- und abzusteigen. Aufgrund der Höhenlage wird jedoch eine ausreichende Akklimatisierung empfohlen, um der Höhenkrankheit vorzubeugen. Auf knapp 5200 m befindet sich ein astronomisches Observatorium mit dem Atacama Cosmology Telescope.